# Joodprofylaxe

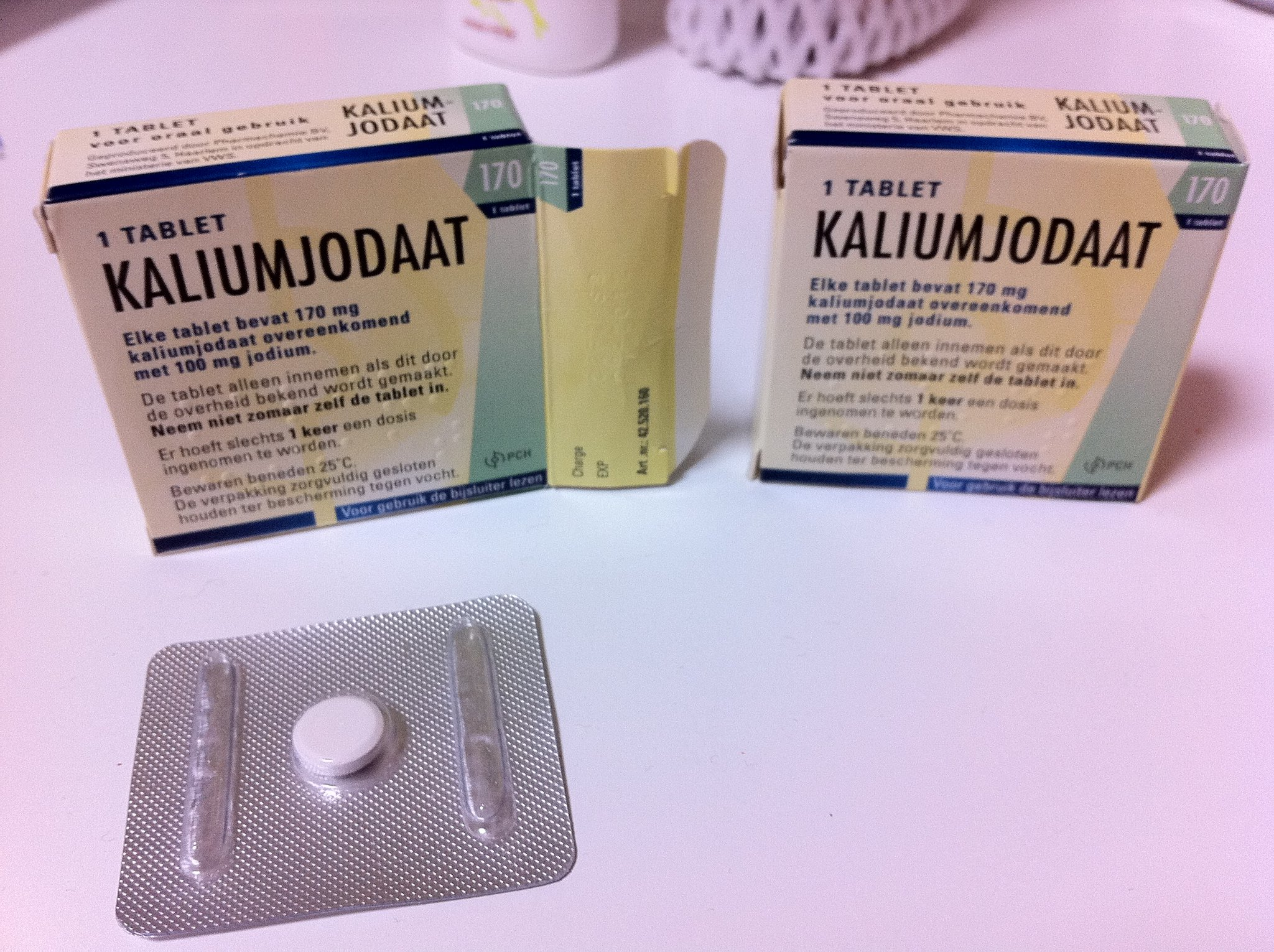
KIO_{3}-tabletten

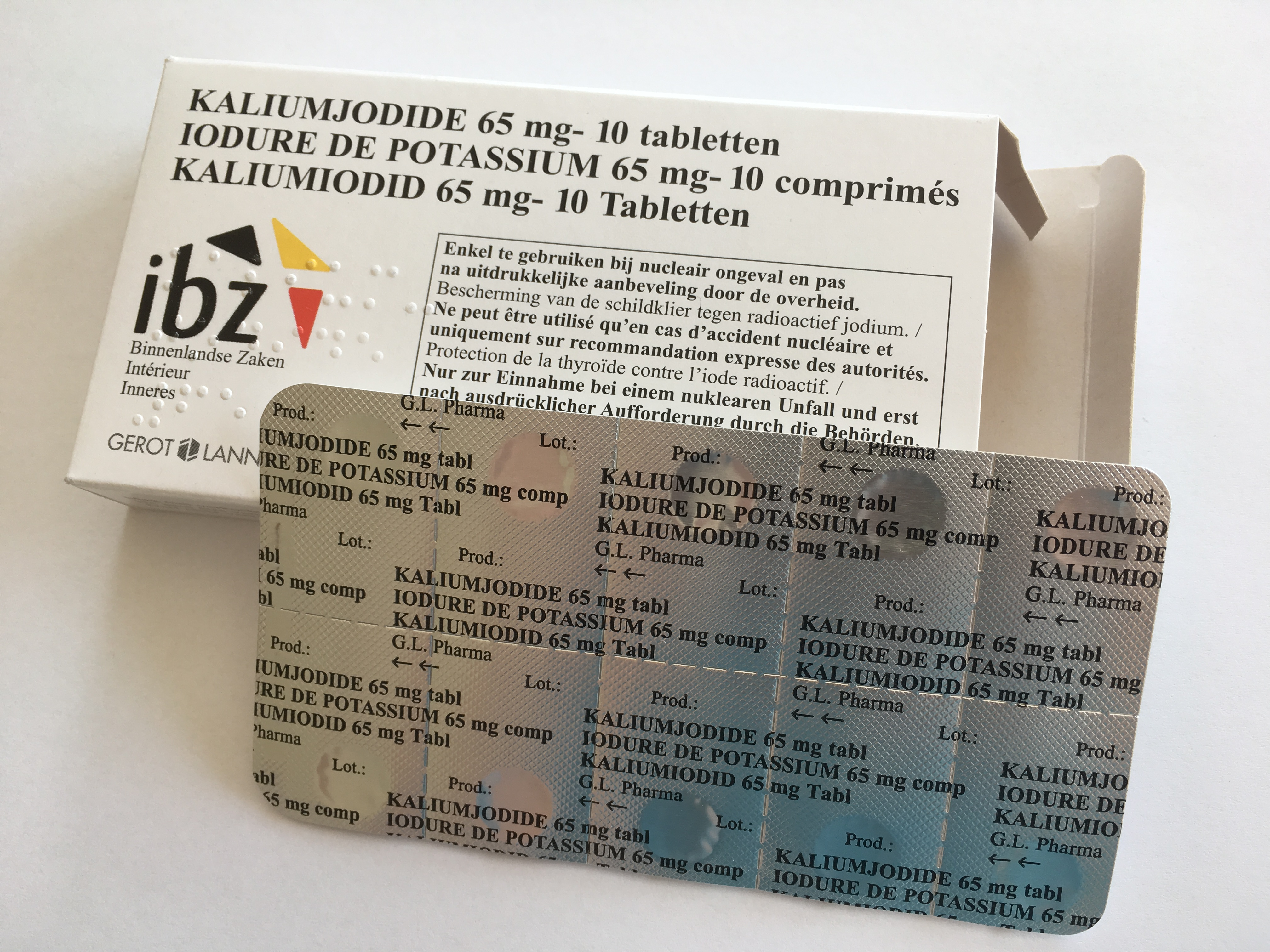
Doosje met kaliumjodidetabletten, verstrekt door de Belgische overheid.

Joodprofylaxe oftewel jodiumprofylaxe bestaat uit het preventief toedienen van stabiel jood ("jodium") als afweer tegen radioactief jood dat kan vrijkomen bij een kernongeval of kernramp. Dit kan schildklierkanker voorkomen. Veel overheden, waaronder de Nederlandse en de Belgische, stellen jood beschikbaar in de vorm van tabletten.

## Werking
Het element jood komt op aarde vooral voor in de stabiele vorm (isotoop) jood-127. Alle andere isotopen van jodium zijn radioactief, en het innemen van de stabiele vorm beschermt tegen deze radioactieve vormen. Dit werkt als volgt: Als de schildklier een overmaat aan jood toegediend krijgt, neemt hij een tijdlang helemaal geen jood meer op. Als er dan radioactief jood in het lichaam komt, kan het niet in de schildklier terechtkomen en wordt het via de urine snel weer uitgescheiden.
Voor zo'n overmaat wordt 100 milligram (mg) jodium gebruikt, wat overeenkomt met 170 mg kaliumjodaat (KIO3) of 130 mg kaliumjodide (KI). Idealiter worden de joodtabletten ingenomen in de zes uur vóór de blootstelling aan het radioactieve jodium. Dit wordt dan bijna 100% geblokkeerd. Ook als de tabletten pas enkele uren na het inademen van radioactief jood worden ingenomen, is er nog een gedeeltelijke bescherming: maximaal 40 tot 60% bescherming bij inname binnen vier tot zes uur. Inname heeft geen zin als er meer dan twaalf uur verstreken is na het inademen omdat de schildklier dan al verzadigd is met radioactief jood.

### Beperkingen
Joodprofylaxe beschermt alleen tegen radioactief jood en biedt geen enkele bescherming tegen andere radioactieve stoffen. Joodprofylaxe heeft geen nut als er geen kernramp heeft plaatsgevonden en kan op de langere termijn zelfs gevaarlijke bijwerkingen hebben, zoals schildklierstoornissen. Joodprofylaxe heeft geen enkele zin voor mensen boven de 40 en wordt voor hen zelfs ontraden, behalve voor oudere zwangere vrouwen als zij hun ongeboren kind willen beschermen.

### Alternatieven en aanvullingen
Veel jood dat bij een kernramp vrijkomt is gebonden aan stofdeeltjes. Wie binnen blijft en ramen en deuren dicht houdt is daardoor redelijk beschermd.
Mensen met een contra-indicatie voor jood of voor de hulpstoffen in de tabletten, kunnen een jooddosis vervangen door 300 milligram kaliumperchloraat, wat echter minder effectief is.

## Risico's van radioactief jood
Als er bij een kernramp radioactief jood vrijkomt, kan dat op verschillende manieren in het lichaam komen. Kort na de ramp wordt het door de wind aangevoerd en komt het vooral via de luchtwegen en ook via de huid in het lichaam. Verder kan kan jood in het bloed terechtkomen door voedsel dat met jood besmet is. Als de schildklier niet verzadigd is met stabiel jood, zal het radioactieve jood worden opgenomen door de schildklier. De straling van het radioactieve jood werkt dan langdurig in op het omliggende weefsel en kan daardoor kanker veroorzaken. Ook kan het gebeuren dat de schildklier te hard gaat werken (hyperthyreoïdie), wat verstoorde hartritmes en gewichtsverlies veroorzaakt.
De kans op schildklierkanker is vooral verhoogd bij ongeboren kinderen en kinderen jonger dan vijf jaar. De kinderschildklier krijgt bij eenzelfde luchtconcentratie radioactief jood namelijk een hogere dosis dan de schildklier van een volwassene. Bovendien is de schildklier van een kind kleiner zodat de straling de kwetsbare cellen effectiever bereikt.

## Toediening en beschikbaarheid
In de voeding komt jood voor in beperkte hoeveelheden. In geval van een kernramp is dit onvoldoende. In dat geval worden joodtabletten (jodiumtabletten of jodiumpillen) geadviseerd. Deze bevatten jood in de vorm van kaliumjodide (KI) of kaliumjodaat (KIO3). Ze zijn een geneesmiddel en moeten alleen worden ingenomen wanneer de overheid of artsen hiertoe oproepen. Als een zwangere vrouw het middel inneemt, zal het vanaf ongeveer de twaalfde week van de zwangerschap ook haar kind bereiken en beschermen. Een kind dat borstvoeding krijgt, zal op die wijze vermoedelijk onvoldoende jood binnenkrijgen. Het kind heeft dan de standaard dosering voor zijn leeftijd nodig.
Gezien de risico's is het vooral voor jonge kinderen en zwangere vrouwen van belang dat ze snel na een kernongeval een joodtablet krijgen. Om die reden worden joodtabletten gedistribueerd (zogenaamde 'predistributie') in de omgeving van nucleaire installaties, zodat ze daar altijd beschikbaar zijn. De tabletten zijn jaren houdbaar; voor tabletten in doordrukstrips noemde fabrikant Pharmachemie in 2002 een termijn van vijf jaar; de Nederlandse overheid gaf in 2017 tien jaar aan.

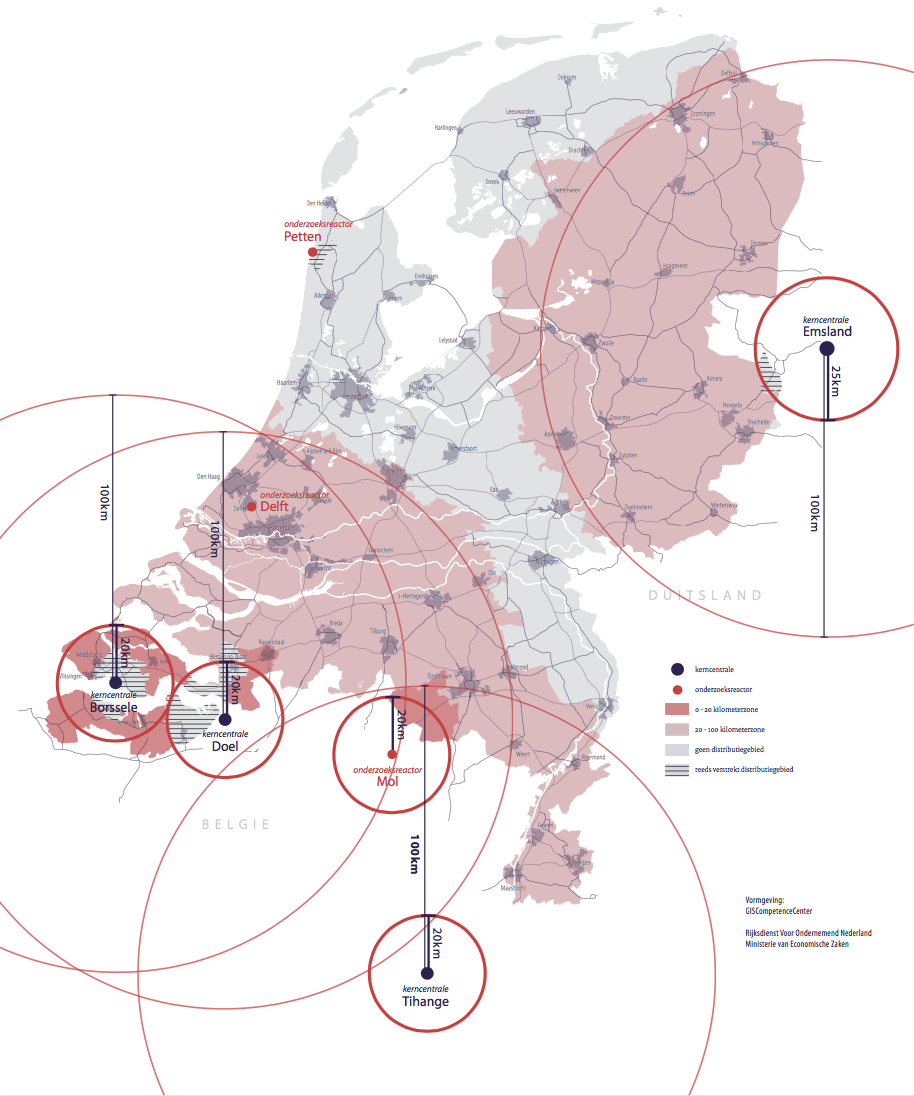
Distributiegebieden van joodtabletten in Nederland.

### In Nederland
De Nederlandse Rijksoverheid heeft in oktober 2017 joodtabletten verspreid onder bepaalde groepen mensen die toen in een straal tot 100 kilometer rond een kernreactor woonden. Dit waren mensen tot 40 jaar die binnen een straal van 0–20 kilometer en kinderen tot 18 jaar die binnen een straal van 20–100 kilometer (hemelsbreed) rondom een kerncentrale woonden.

### In België
In België beschikt men over een nationaal nucleair noodplan voor de vier Belgische nucleaire installaties en de twee buitenlandse nucleaire installaties die zich in de nabijheid van de Belgische grens bevinden. Hierbij voorziet men de beschikbaarheid van joodtabletten in een straal van twintig kilometer rond deze installaties. Voor het Nationaal Instituut voor Radio-elementen in Fleurus voorziet men echter in een straal van tien kilometer.
In 2018 werd in navolging van een advies van de Europese autoriteiten voor stralingsbescherming een resolutie ingediend om de straal op te trekken tot honderd kilometer. Dit beslaat nagenoeg heel België, zodat iedere inwoner toegang zou moeten hebben tot joodtabletten.